# Ожан Мурнед
Ожан Мурнед (фр. Aujan-Mournède) насеље је и општина у јужној Француској у региону Миди Пирене, у департману Жерс која припада префектури Миранд.
По подацима из 2011. године у општини је живело 95 становника, а густина насељености је износила 11,23 становника/km². Општина се простире на површини од 8,46 km². Налази се на средњој надморској висини од 250 метара (максималној 370 m, а минималној 217 m).

## Демографија
| 1962. | 1968. | 1975. | 1982. | 1990. | 1999. | 2011. |
| ----- | ----- | ----- | ----- | ----- | ----- | ----- |
| 122   | 144   | 127   | 117   | 113   | 107   | 95    |

График промене броја становника у току последњих година